# Bárbus-de-cinco-listras
O Bárbus-de-cinco-listras (Puntigrus partipentazona) é um bárbus, originário da Tailândia e Malaia. Chega a medir até 5 cm de comprimento, corpo prateado com quatro listras negras, nadadeiras avermelhadas e mancha triangular negra abaixo da nadadeira dorsal, sendo uma espécie ornamental. Também é conhecido pelo nome de bárbus-sumatramo.